# Copa Europea femenina de Fútbol Playa 2019
La Copa Europea femenina de fútbol playa de 2019 fue la cuarta edición de la Copa Europea femenina de Fútbol Playa, un campeonato anual europeo de fútbol playa para seleccionados nacionales femeninos, organizado por la Beach Soccer Worldwide (BSWW).
Seis naciones participaron en una competición de tres días, celebrada en el mismo lugar que las dos ediciones anteriores, Nazaré, Portugal, entre el 5 y el 7 de julio, junto con la primera etapa de la Euro Beach Soccer League masculina 2019.

## Participantes
| Equipos participantes | Equipos participantes | Equipos participantes |
| --------------------- | --------------------- | --------------------- |
| República Checa       | Inglaterra            | Países Bajos          |
| Rusia                 | España                | Suiza                 |

## Fase de grupos

### Grupo A
| Pos. | Equipo       | Pts. | PJ | G | W+ | WP | P | GF | GC | Dif. | Clasificación |
| ---- | ------------ | ---- | -- | - | -- | -- | - | -- | -- | ---- | ------------- |
| 1    | Rusia        | 6    | 2  | 2 | 0  | 0  | 0 | 10 | 3  | +7   | Final         |
| 2    | Inglaterra   | 3    | 2  | 1 | 0  | 0  | 1 | 6  | 7  | −1   | Tercer lugar  |
| 3    | Países Bajos | 0    | 2  | 0 | 0  | 0  | 2 | 6  | 12 | −6   | Quinto lugar  |

 Fuente: [ fuente]
| Fecha                     | Lugar  |            |                       | Resultado |                             |              |
| ------------------------- | ------ | ---------- | --------------------- | --------- | --------------------------- | ------------ |
| 5 de julio de 2019, 10:00 | Nazaré | Inglaterra | Bandera de Inglaterra | 1:3       | Bandera de Rusia            | Rusia        |
| 6 de julio de 2019, 9:15  | Nazaré | Rusia      | Bandera de Rusia      | 7:2       | Bandera de los Países Bajos | Países Bajos |
| 6 de julio de 2019, 15:45 | Nazaré | Inglaterra | Bandera de Inglaterra | 5:4       | Bandera de los Países Bajos | Países Bajos |

### Grupo B
| Pos. | Equipo          | Pts. | PJ | G | W+ | WP | P | GF | GC | Dif. | Clasificación |
| ---- | --------------- | ---- | -- | - | -- | -- | - | -- | -- | ---- | ------------- |
| 1    | España          | 5    | 2  | 1 | 1  | 0  | 0 | 10 | 6  | +4   | Final         |
| 2    | Suiza           | 3    | 2  | 1 | 0  | 0  | 1 | 10 | 8  | +2   | Tercer lugar  |
| 3    | República Checa | 0    | 2  | 0 | 0  | 0  | 2 | 5  | 11 | −6   | Quinto lugar  |

 Fuente: [ fuente]
| Fecha                     | Lugar  |                 |                            | Resultado  |                             |                 |
| ------------------------- | ------ | --------------- | -------------------------- | ---------- | --------------------------- | --------------- |
| 5 de julio de 2019, 11:15 | Nazaré | España          | Bandera de España          | 5:4 (pró.) | Bandera de Suiza            | Suiza           |
| 6 de julio de 2019, 9:15  | Nazaré | República Checa | Bandera de República Checa | 3:6        | Bandera de Suiza            | Suiza           |
| 6 de julio de 2019, 17:00 | Nazaré | España          | Bandera de España          | 5:2        | Bandera de los Países Bajos | República Checa |

## Fase final

### Quinto lugar
| Fecha                    | Lugar  |              |                             | Resultado |                            |                 |
| ------------------------ | ------ | ------------ | --------------------------- | --------- | -------------------------- | --------------- |
| 7 de julio de 2019, 9:15 | Nazaré | Países Bajos | Bandera de los Países Bajos | 6:5       | Bandera de República Checa | República Checa |

### Tercer lugar
| Fecha                     | Lugar  |       |                  | Resultado  |                       |            |
| ------------------------- | ------ | ----- | ---------------- | ---------- | --------------------- | ---------- |
| 7 de julio de 2019, 10:30 | Nazaré | Suiza | Bandera de Suiza | 6:5 (pró.) | Bandera de Inglaterra | Inglaterra |

### Final
| Fecha                     | Lugar  |       |                  | Resultado |                   |        |
| ------------------------- | ------ | ----- | ---------------- | --------- | ----------------- | ------ |
| 7 de julio de 2019, 18:15 | Nazaré | Rusia | Bandera de Rusia | 3:2       | Bandera de España | España |

## Premios

### Campeón
| Copa Europea femenina de Fútbol Playa 2019 |
| ------------------------------------------ |
| Bandera de Rusia                           |
| Rusia 2º Título                            |

### Premios individuales
| Goleadora                                                                 |
| ------------------------------------------------------------------------- |
| Molly Clark Anna Cherniakova Marina Fedorova Nathalie Schenk Eva Bachmann |
| 4 goles                                                                   |
| Mejor jugadora                                                            |
| Marina Fedorova                                                           |
| Mejor portera                                                             |
| Viktoriia Silina                                                          |

## Goleadoras[1]
| 4 goles - Molly Clark - Anna Cherniakova - Marina Fedorova - Nathalie Schenk - Eva Bachmann | 3 goles - Veronika Pychova - Aaike Verschoor - Michaela Culova - Sarah Kempson - Anastasiia Gorshkova - Carla Morera | 2 goles - Gemma Hillier - Katie James - Celine van Velsen - Sandra Kalin - Pascale Kuffer - Nancy Loth - Chelly Drost - Andrea Morger - Bouchra Moudou - Carolina Gonzalez - Alba Mellado | 1 gol - Tess Van Der Flier - Sara Gonzalez - Alina Grueter - Martina Folprechtova - Viktoriia Silina - Katerina Slavikova - Lorena Asensio - Jessica Miras - Fabiola Vincenz - Barbora Pomijova - Aneta Jungova | Auto goles - Mariel Miedema (vs. Rusia) - Veronika Khutornaia (vs. España) - Alina Grueter (vs. España) |

## Clasificación general
| Equipo | Equipo          | PJ | PG | PG+ | PG++ | PP | GF | GC | Dif. | Pts |
| ------ | --------------- | -- | -- | --- | ---- | -- | -- | -- | ---- | --- |
| 1      | Rusia           | 3  | 3  | 0   | 0    | 0  | 13 | 5  | +9   | 9   |
| 2      | España          | 3  | 1  | 1   | 0    | 1  | 12 | 9  | +3   | 5   |
| 3      | Suiza           | 3  | 1  | 1   | 0    | 1  | 16 | 13 | +3   | 5   |
| 4      | Inglaterra      | 3  | 1  | 0   | 0    | 2  | 11 | 13 | -2   | 3   |
| 5      | Países Bajos    | 3  | 1  | 0   | 0    | 2  | 12 | 17 | -5   | 3   |
| 6      | República Checa | 3  | 0  | 0   | 0    | 3  | 10 | 17 | -7   | 0   |